# آلکس سالیبیان
آلکس سالیبیان ( انگلیسی: Alex Salibian ) تهیه‌کننده موسیقی، و آهنگساز ارمنی‌تبار اهل ایالات متحده آمریکا است. وی از سال ۲۰۱۵ میلادی تاکنون مشغول فعالیت بوده‌است.

## زندگی‌نامه
وی در لانگ بیچ، کالیفرنیا به دنیا آمد .

## دیسکوگرافی
| سال  | هنرمند                 | آلبوم                    | توضیحات                   |
| ---- | ---------------------- | ------------------------ | ------------------------- |
| ۲۰۱۵ | Cam                    | Untamed                  | تهیه‌کننده                 |
| ۲۰۱۵ | میکی اکو               | زمان                     | تهیه‌کننده                 |
| ۲۰۱۵ | ال کینگ                | Love Stuff               | تهیه‌کننده                 |
| ۲۰۱۶ | یانگ د جاینت           | Home of the Strange      | تهیه‌کننده & نویسنده همکار |
| ۲۰۱۷ | هری استایلز            | هری استایلز              | تهیه‌کننده & نویسنده همکار |
| ۲۰۱۸ | The Head and the Heart | Living Mirage            | تهیه‌کننده & نویسنده همکار |
| ۲۰۱۸ | جس گلین                | I'll Be There (Acoustic) | تهیه‌کننده                 |
| ۲۰۱۸ | یانگ د جاینت           | Mirror Master            | تهیه‌کننده & نویسنده همکار |
| ۲۰۱۹ | جس گلین                | No One (Acoustic)        | تهیه‌کننده                 |